# گیاه‌پارچ بلی
گیاه‌پارچ بلی (نام علمی: Nepenthes bellii)، یک گونه از سرده گیاه‌پارچ‌ها می‌باشد.